# 金马路站 (南京市)
金马路站是南京地铁2号线的一座车站，位于南京市栖霞区金马路北侧，是一座地面岛式车站，于2010年5月28日启用。2017年1月18日，4号线接入车站，两线可通过站厅进行换乘。

## 车站结构
车站总建筑面积为7750.8m²，共有二层岛式车站，设有2个出口。

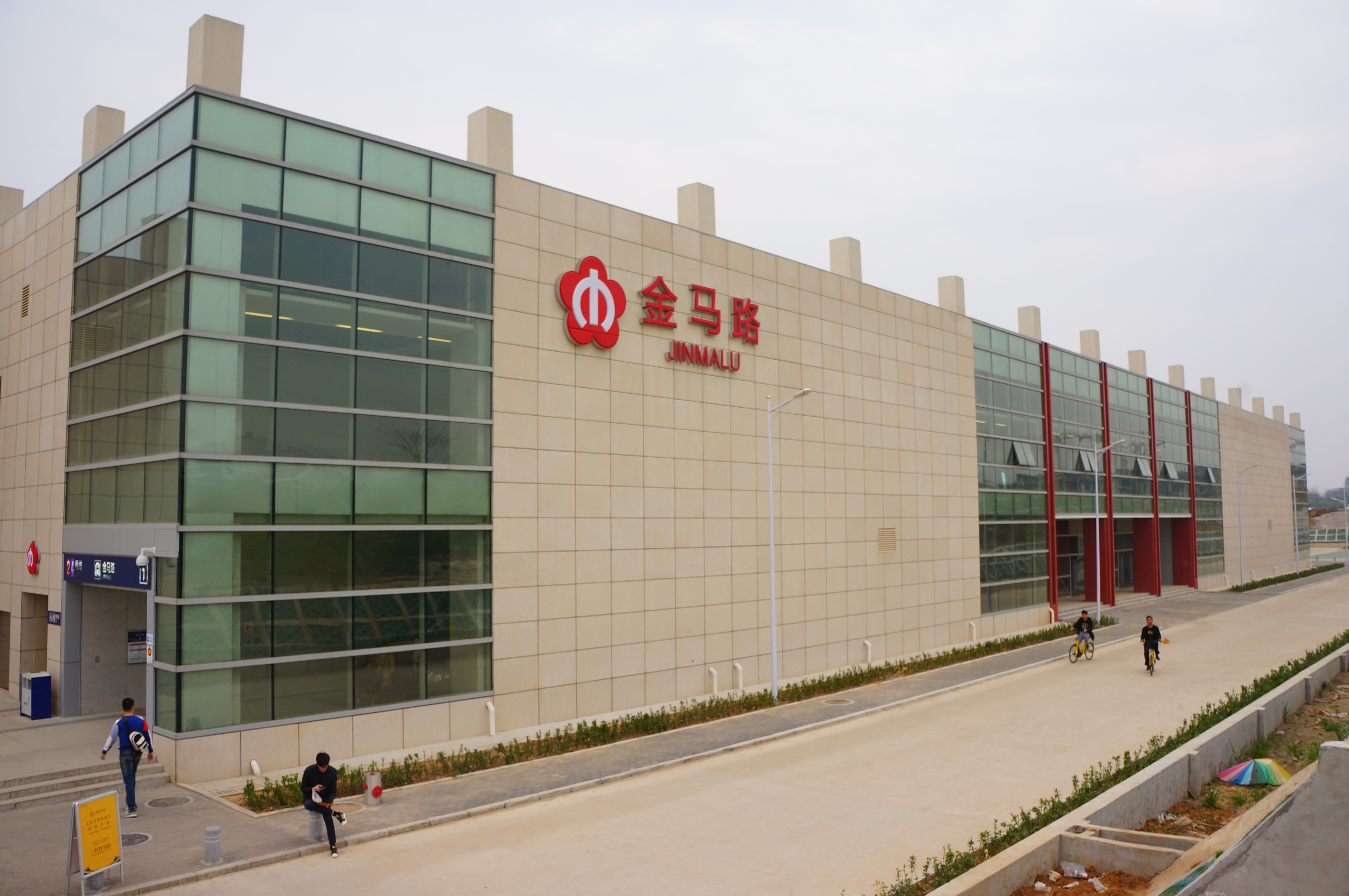
车站外观（2017年4月）
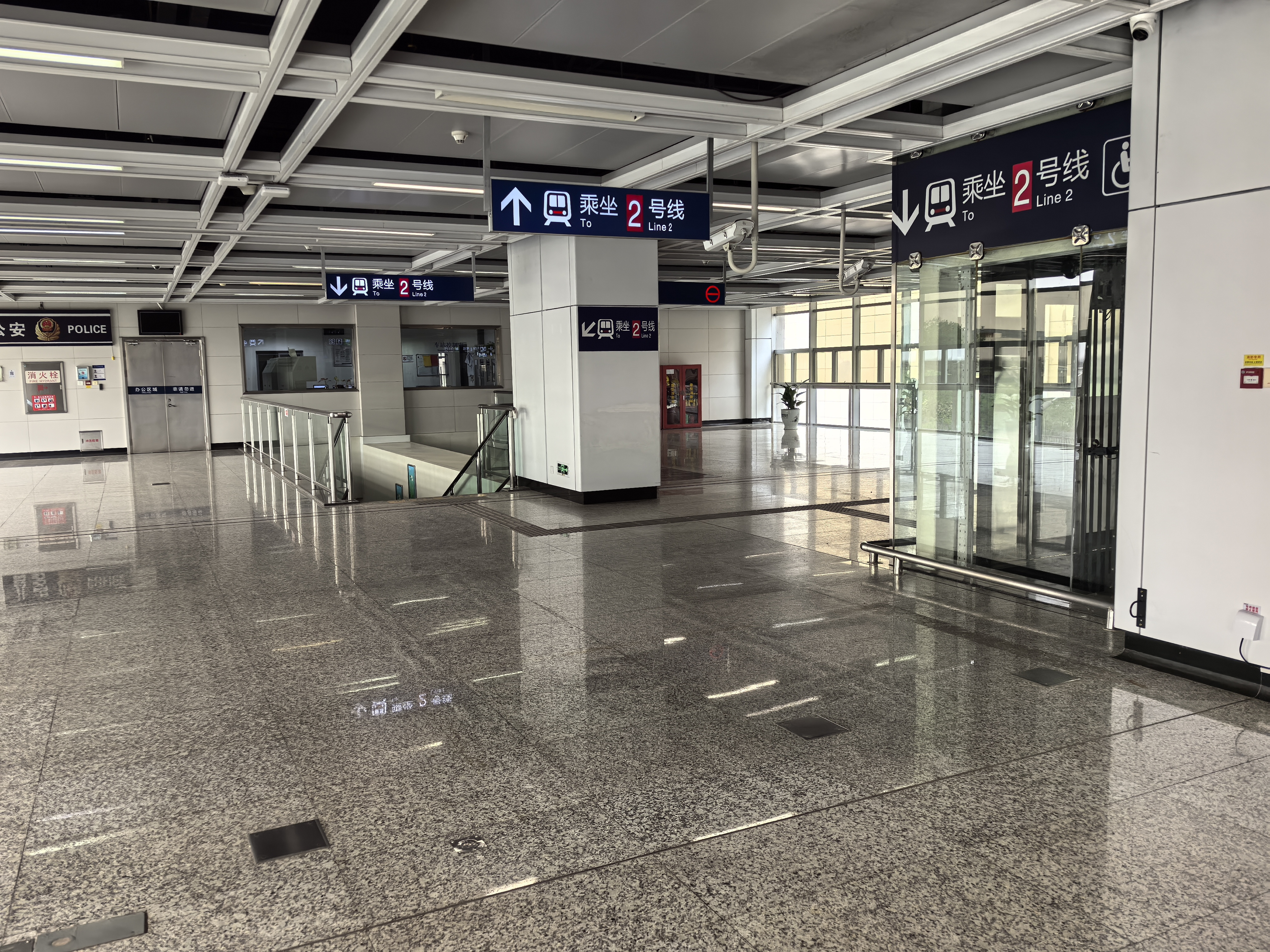
站厅内2号线乘车区域
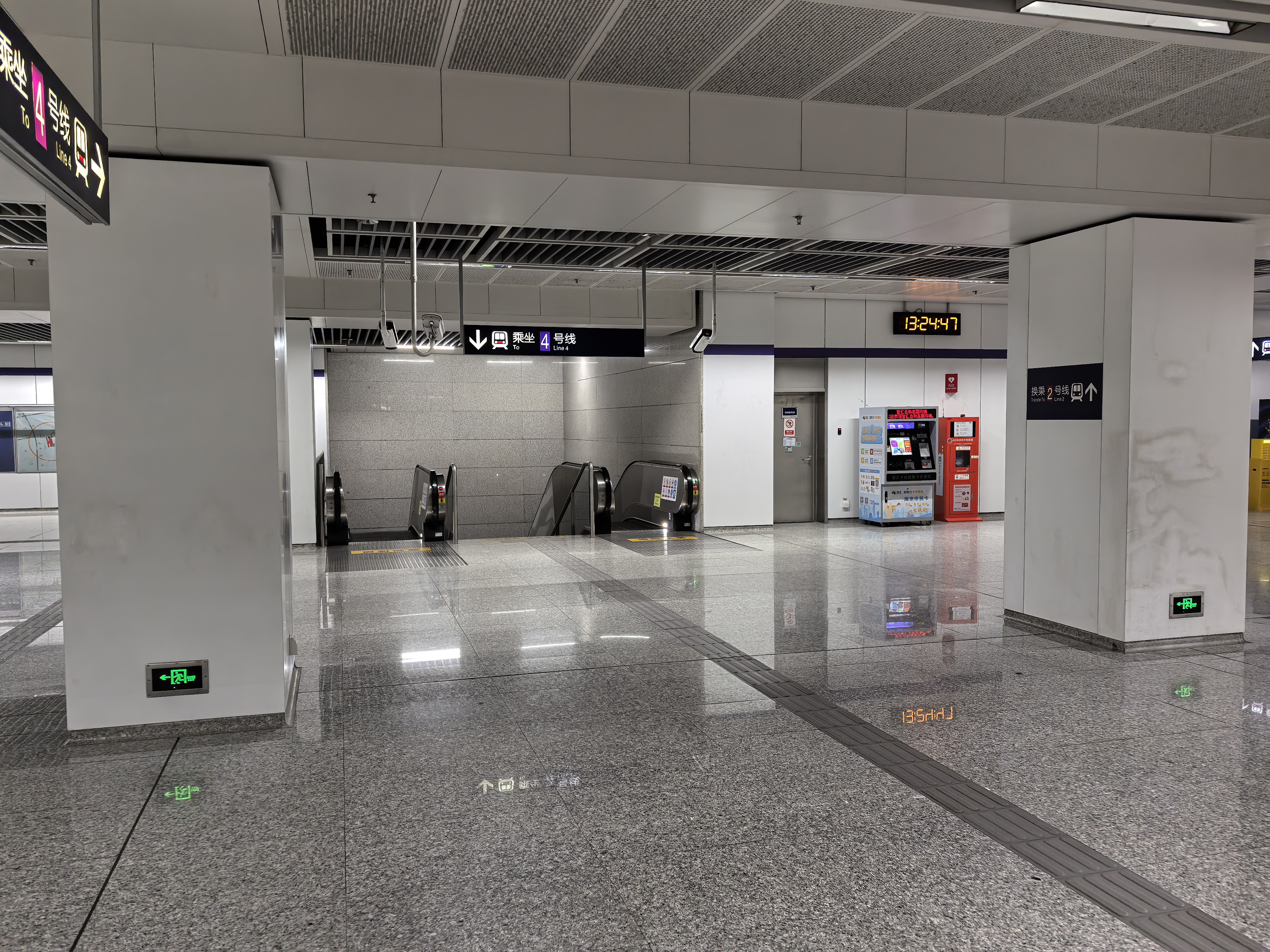
站厅内4号线乘车区域
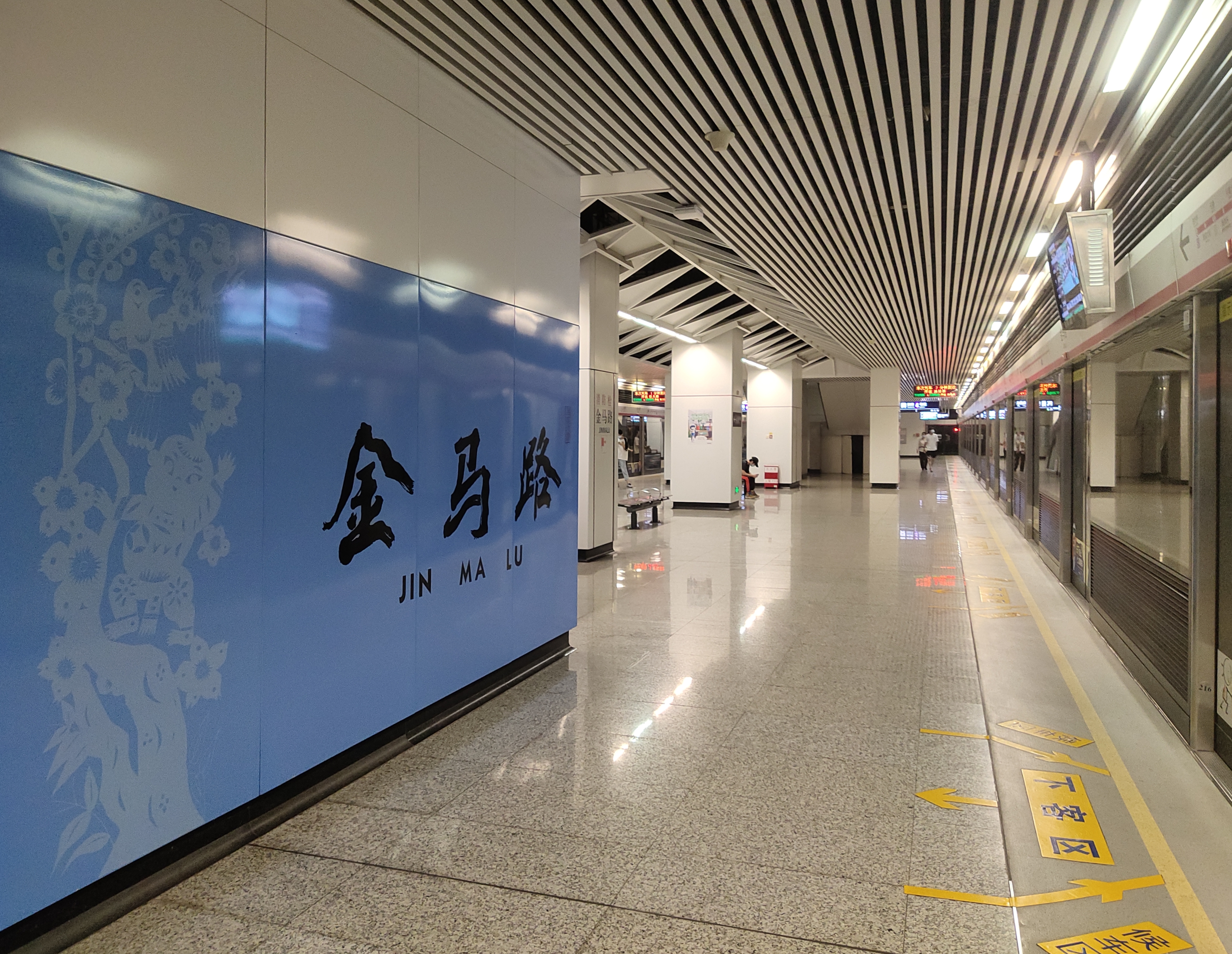
2号线站台（2021年10月）
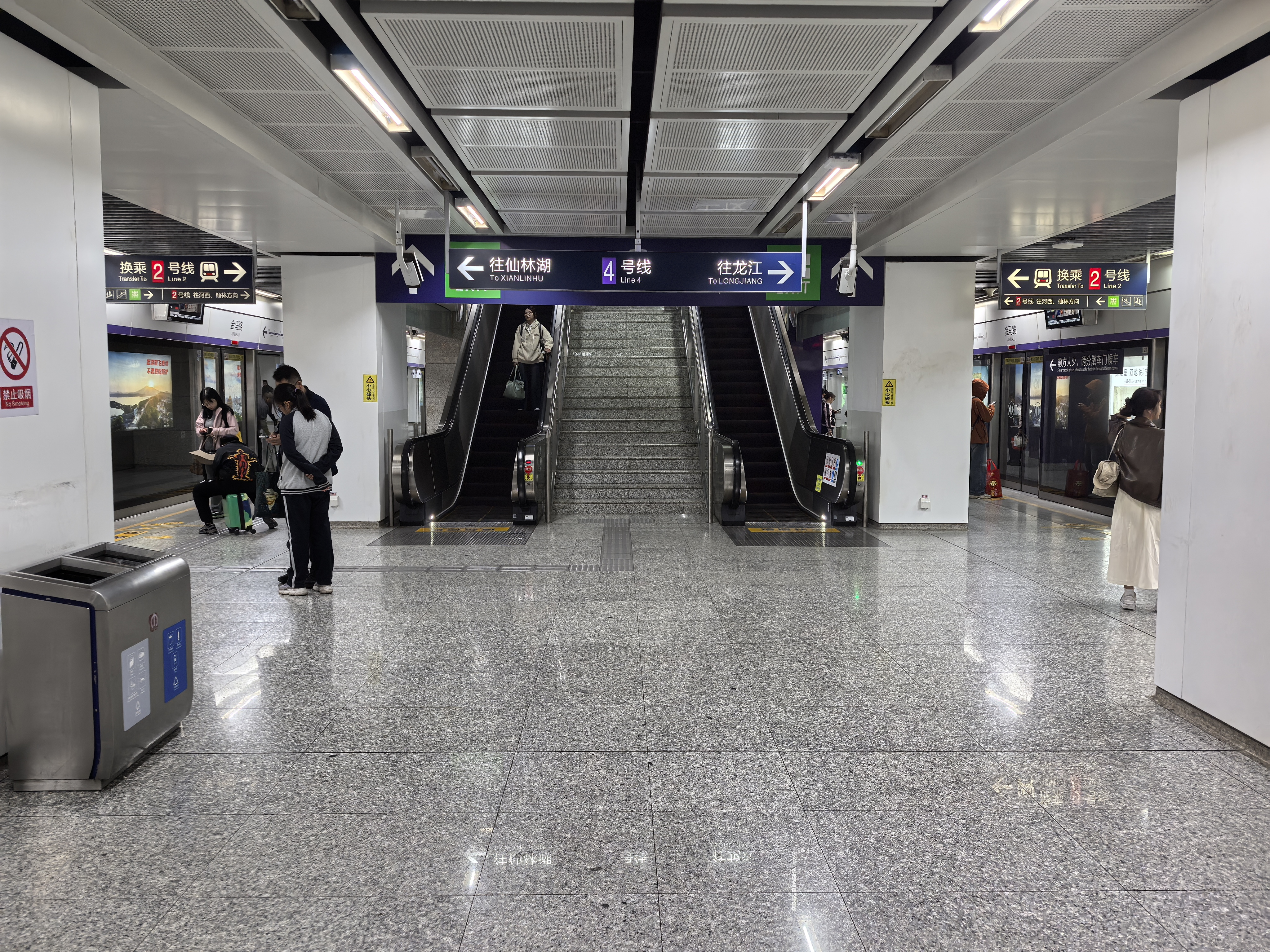
4號線站台（2025年4月）

### 楼层分布
车站出入口位于地面，站厅位于二层。站厅通往楼梯、扶梯和直梯通往位于地面的2号线站台和地下1层的4号线站台。两线换乘可经过站厅。
| 2层  | 站厅               | 车站控制室、安检通道、检票口、自动售票机、金陵通服务 |  |  |
| 地面 |                    | 出入口                                               |  |  |
|      |                    | █ 2号线 往鱼嘴（马群）                               |  |  |
|      | 岛式站台，左侧开门 |                                                      |  |  |
|      |                    | █ 2号线 往经天路（仙鹤门）                           |  |  |
| -1层 |                    | █ 4号线 往龙江（徐庄）                               |  |  |
|      | 岛式站台，左侧开门 |                                                      |  |  |
|      |                    | █ 4号线 往仙林湖（汇通路）                           |  |  |

### 站厅
金马路站站厅位于车站二层，非付费区位于车站东侧，面向石狮路。站厅非付费区设有进出站闸机和服务中心，提供进出站、售票、充值等服务。付费区位于站厅层西侧，可通往2号线和4号线站台，2号线站厅区比4号线站厅区离进出站闸机更远，且两个区域间设有通道。

### 站台
金马路站设有两座岛式站台，均为南北方向但处于不同楼层，分别供南京地铁2号线和南京地铁4号线使用。2号线站台位于地面，有两条楼梯和一座自动扶梯通往站厅，站台上设有候车座椅和卫生间等设施；4号线站台位于地下一层，有两条楼梯和一座自动扶梯通往站厅，站台上设有候车座椅和卫生间等设施。

## 出口
金马路站设有两个出口，位于站房东侧的南北两头。
| 出口编号               | 照片 | 建议前往的目的地 |
| ---------------------- | ---- | ---------------- |
| 出口 · 1L · 升降机标志 |      | 石狮路           |
| 出口 · 2L              |      | 石狮路           |
| 註： 設有              |      |                  |

## 接驳交通

### 公交
| 金马路地铁站（近2出口） | 金马路地铁站（近2出口） | 金马路地铁站（近2出口） | 金马路地铁站（近2出口） | 金马路地铁站（近2出口） |
| 编号                    | 路线                    | 路线                    | 路线                    | 备注                    |
| ----------------------- | ----------------------- | ----------------------- | ----------------------- | ----------------------- |
| 138                     | 太阳城                  | ⇆                       | 栖石路西                | 原 太江线               |
| 147                     | 仙居雅苑                | ⇆                       | 金丝岗南                |                         |
| 323                     | 太阳城                  | ⇆                       | 邮电大学北              |                         |

### 城际铁路
紫金山东站位于金马路站西侧，有沪宁城际高速铁路联络线仙宁铁路经过，但该站客运功能从未启用，一直处于荒废状态。

## 周边
- 紫金山东站
- 南京国际赛马场